# Anthony Mangion
Anthony Mangion (Gudja, 1936–2018) máltai nemzetközi labdarúgó-játékvezető. Még ismert megnevezése Tony Mangion .

## Pályafutása

### Nemzeti kupamérkőzések
Vezetett Kupa-döntők száma: 1.

#### Máltai Kupa
| Időpont | Helyszín                        | Mérkőzés típusa | Mérkőzés                        | Eredmény |
| ------- | ------------------------------- | --------------- | ------------------------------- | -------- |
| 1979.   | Ta'Qali Nemzeti Stadion, Sliema | döntő           | Sliema Wanderers FC–Floriana FC | 2 : 1    |

### Nemzetközi játékvezetés
A Máltai labdarúgó-szövetség Játékvezető Bizottsága (JB) 1975-ben terjesztette fel nemzetközi játékvezetőnek, a Nemzetközi Labdarúgó-szövetség (FIFA) bíróinak keretébe. Több nemzetek közötti válogatott és klubmérkőzést vezetett. Az aktív nemzetközi játékvezetéstől 1979-ben búcsúzott.

## Statisztika

### Nemzetközi válogatott mérkőzése
| #  | Dátum              | Helyszín             | Hazai | Eredmény | Vendég   | Kiírás     | Gólok | Esemény |
| -- | ------------------ | -------------------- | ----- | -------- | -------- | ---------- | ----- | ------- |
| 1. | 1982. december 28. | Marsa, Marsa stadion | Málta | 1 – 7    | Bulgária | barátságos | -     |         |
|    | Összesen           |                      |       | 1        | mérkőzés |            |       |         |